# Riviera (Küstenabschnitt)

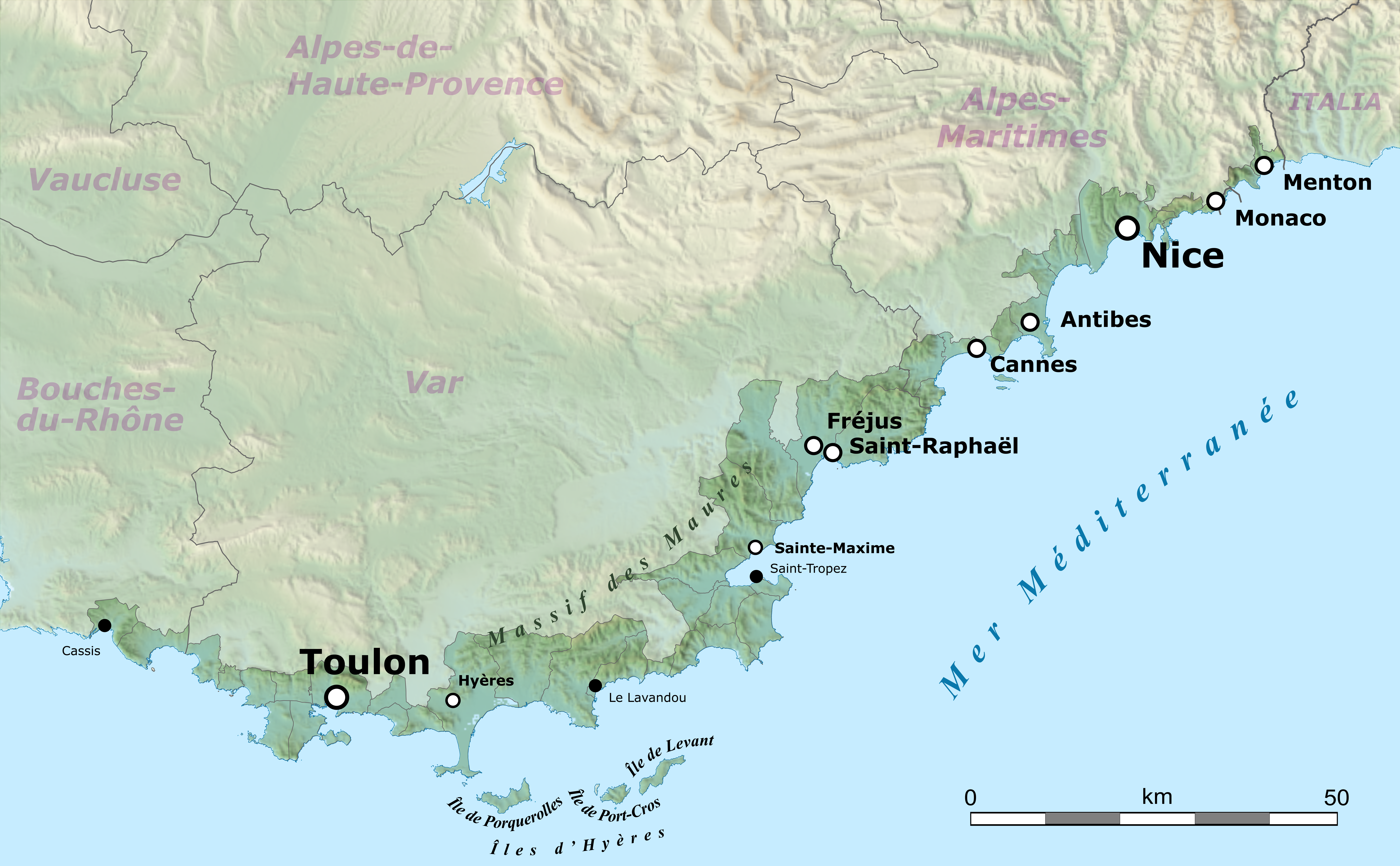
Karte der Côte d’Azur

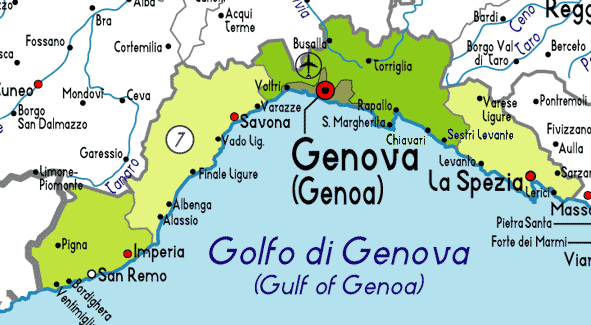
Karte der Italienischen Riviera

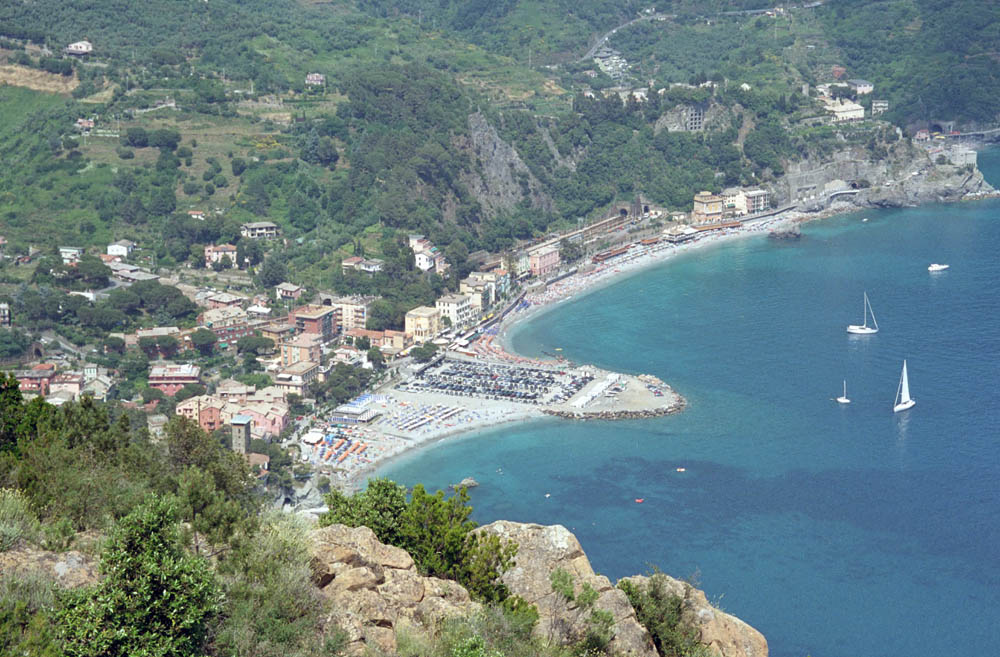
Monterosso al Mare, Cinque Terre

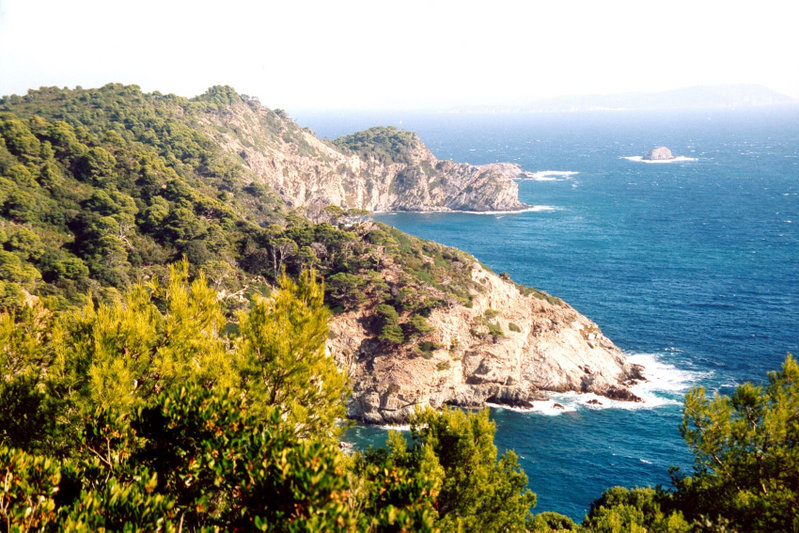
Französische Riviera, Porquerolles

Die Riviera (von italienisch riva respektive französisch rive „Ufer“) ist der französisch-italienische Küstenabschnitt des Ligurischen Meers. Gegliedert wird dieser Abschnitt in zwei Abschnitte:
- Côte d’Azur (Französische Riviera)
- Italienische Riviera

## Weitere Verwendung des BegriffsRiviera
Weltweit werden zudem viele Küstenabschnitte als Riviera bezeichnet – oft zur besseren Vermarktung der Region. In der Regel handelt es sich um eine besonders schöne Küste, z. B. mit Südlage oder an topografisch interessanten Steilküsten. Sie gehören zu den sonnigsten und für Badende besonders interessanten Regionen.
Andere als Riviera bezeichnete Küstenabschnitte:
- Adriatische Riviera (Riviera Adriatica)
- Ägyptische Riviera
- Albanische Riviera
- Bulgarische Riviera
- Dänische Riviera
- Deutsche Riviera (Ostseeküste in Mecklenburg-Vorpommern, alternativ Waterkant im friesischen Sprachraum an der Nordsee)
- Englische Riviera
- Kaukasische Riviera (Abchasien und nördlich anschließende russische Schwarzmeerküste)
- Krimsche Riviera (Halbinsel Krim)
- Kroatische Riviera
  - Crikvenička Riviera
  - Istrische Riviera
  - Biograder Riviera
  - Omiš Riviera
  - Makarska Riviera
- Riviera Maya
- Montenegrinische Riviera
- Norwegische Riviera (Küstenabschnitt zwischen Oslofjord und Kristiansand)
- Olympische Riviera (Küstenabschnitt am Ägäischen Meer östlich des Olymps)
- Österreichische Riviera
- Rumänische Riviera
- Russische Riviera (Küstenabschnitt am Schwarzen Meer bei Sotschi)
- Wolga-Riviera („Волжская Ривьера“, zwischen Jaroslawl und Pljos an der Wolga)
- Slowenische Riviera
- Türkische Riviera
- Waadtländer Riviera